# Интеркас
«Интеркас» — бывший украинский мини-футбольный клуб из Киева, выступавший в чемпионате Украины. Один из наиболее титулованных украинских мини-футбольных клубов. С 2000 по 2004 годы выступал под названием «ИнтерКрАЗ».

## История
Команда основана Сергеем Веселовым в 1993 году. Первые три года существования команды её тренером является Юрий Компаниец. Выиграв Первую лигу чемпионата Украины, в 1996 году «Интеркас» получает право участия в Высшей лиге. Команда получает профессиональный статус, а на должность тренера назначен Станислав Гончаренко, покинувший ранее киевскую «Оболонь».
В 1996 году команда занимает третье место на международном турнире «Белая Акация». Чемпионат 1996-97 гг. «Интеркас» завершает на втором месте, проиграв лишь одесскому «Локомотиву». Также «Интеркас» выигрывает «Кубок Освобождения», международный турнир, посвящённый годовщине освобождения Харькова.
В 1999 году «Интеркас» становится чемпионом Украины. Руководили командой президент Сергей Веселов, вице-президент Алексей Кучеренко, тренер Станислав Гончаренко, начальник команды Владимир Шестаков, врач Валентин Ястремский. В число игроков, ставших чемпионами, входят четыре мастера спорта международного класса Сергей Коридзе, Николай Костенко, Олег Безуглый и Георгий Мельников, а также Максим Павленко, Виталий Чернышов, Олег Шуст, Тарас Шпичка, Сергей Ожегов, Николай Давиденко, Максим Кондратюк, Олег Солодовник.
В 2000 году команда становится автором дубля, победив в чемпионате Украины и выиграв Кубок страны.
С 2000 по 2004 годы команда выступает под названием «ИнтерКрАЗ». В 2001 году команда выигрывает Кубок, занимает второе место в чемпионате страны, а также принимает участие в Кубке чемпионов УЕФА. 2002 год приносит «ИнтерКрАЗу» серебро в чемпионате, команда также проигрывает в финале Кубка Украины. В 2003 году «ИнтерКрАЗ» становится чемпионом.
2004 год становится наименее успешным в истории выступлений команды в национальном чемпионате, где «ИнтерКрАЗ» занимает лишь седьмое место. В то же время, команда достойно выступает в Кубке УЕФА, одерживает победу в предварительном раунде, а в полуфинальных матчах встречается с известными испанскими клубами «Плаяс де Кастельон» и «Бумеранг Интервью», с первым из которых играет вничью 5:5, а второму уступает с минимальным счётом 4:5. Данный результат на долгое время становится лучшим среди всех украинских клубов в противостоянии с мини-футбольными командами Испании.
В 2005 году «Интеркас» завоёвывает серебро чемпионата Украины, а также выигрывает Кубок страны. В следующих двух сезонах «Интеркас» занимает третье и вновь второе место.
В 2007 году АМФУ вносит изменения в регламент, согласно которым в чемпионате страны вместо 12 команд принимает участие 16 клубов. В качестве несогласия с этим решением президент «Интеркаса» Сергей Веселов снимает команду с соревнований. Профессиональная мини-футбольная команда прекращает существование.
После закрытия мини-футбольной команды Сергей Веселов продолжает финансирование ветеранской команды «Интеркас», принимающей участие в первенстве Киева среди ветеранов.

## Достижения
- Чемпион Украины по мини-футболу (3): 1998/99, 1999/2000, 2002/03.
- Обладатель Кубка Украины по мини-футболу (3): 2000, 2001, 2005.